# Беатрис де Монфор

Графства Монфор и Дрё на карте Франции

Беатриса де Монфор (Béatrice de Montfort) (1249 — 9 марта 1311) — графиня Монфор-л’Амори с 1249, по браку — графиня Дрё.
Единственный ребёнок Жана I де Монфора и Жанны де Шатоден, дамы де Шато-дю-Луар. Поскольку они поженились в марте 1248, то датой рождения Беатрисы принято считать 1249 год.
В том же году Жан I де Монфор, участвовавший в Седьмом крестовом походе, умер на Кипре, и Беатриса в младенческом возрасте стала графиней Монфора под опекой матери.
В 1251 году Жанна де Шатоден вышла замуж за Жана де Бриенна (Жан д'Акр, сын иерусалимского короля Жана де Бриенна). В следующем году у них родилась дочь Бланш де Бриенн (1252—1302), и вскоре после этого Жанна умерла (19 сентября 1254), завещав свои владения дочерям.
После её смерти опекуном Беатрисы де Монфор стал отчим — Жан де Бриенн. В 1260 г., в 11-летнем возрасте, он выдал её замуж за графа Дрё Роберта IV, который по правам жены стал графом Монфора-л’Амори.
Беатриса де Монфор умерла 9 марта 1311 года и была похоронена в аббатстве От-Брюйер.
Дети:
- Мария (1261/62-1276), с 1275 жена Матьё де Монморанси
- Иоланда (1263—1323), графиня Монфора
- Жан II де Дрё (1265—1309)
- Жанна де Дрё, графиня Брены
- Беатриса де Дрё (1270—1328), аббатиса Пон-Руаяля
- Роберт де Дрё, сеньор де Шато-дю-Луар.